# 金保之
金保之（諺文:김보지，? - ?），字，號不祥，本貫淸風金氏，朝鮮王朝早期的武臣和軍人，勳臣。朝鮮世祖的側近武士的一人。
他在戶曹參議金灌的子，蔭敍的出事平安道察訪，吉州判官，忠淸道都事等歷，后在左翼原從功臣1等的策勳。 

## 外部連結
- 김보지
- 청풍김씨 상계도 （页面存档备份，存于）
- 朝鮮王朝實錄 （页面存档备份，存于）
- 金保之[永久]